# Roland Röhn
Roland Röhn (* 13. April 1932 in Plauen; † 10. Januar 1994) war ein deutscher Kommunalpolitiker (CDU) und Heimatforscher.

## Leben
Vor seinem Eintritt in die Kommunalpolitik war Röhn als Deutschlehrer an der Polytechnischen Oberschule Neuensalz tätig. Vom 1. Juni 1990 bis zu seinem Tod war er Landrat des Kreises Plauen-Land. In seine Amtszeit fällt die Fertigstellung der Autobahnbrücke Pirk als wichtigem Verkehrsprojekt zur infrastrukturellen Verbindung nach Bayern. 1993/94 war er Präsident der Arbeitsgemeinschaft Vogtland/Westerzgebirge – Sachsen/Thüringen der Euregio Egrensis. Er starb im Januar 1994 während eines Waldspaziergangs.
Röhn verfasste einige Werke zur vogtländischen Geschichte und Volkskunde, unter anderem eine Chronik von Zobes, den Titel Von der Wiege bis zur Bahre über vogtländisches Brauchtum und die postum erschienene Erzählung Schubert und die Saxonia.
Seine Witwe Sieglinde betätigt sich als Heimatdichterin und -forscherin.

## Schriften
- 650 Jahre Gemeinde Zobes: 1328–1978; eine heimatkundliche Schrift über die Geschichte und die Entwicklung eines kleinen Dorfes und seiner Menschen in schöner Umgebung nahe der Spitzenstadt Plauen, Zobes 1978. DNB 946414319
- Von der Wiege bis zur Bahre: Brauchtum im Vogtland, Vogtland Verlag, Plauen 1991. ISBN 3-928828-01-0
- Schubert und die Saxonia: aus dem Leben eines Vogtländers, Röhn, Zobes 1998.